# Foire de Canton

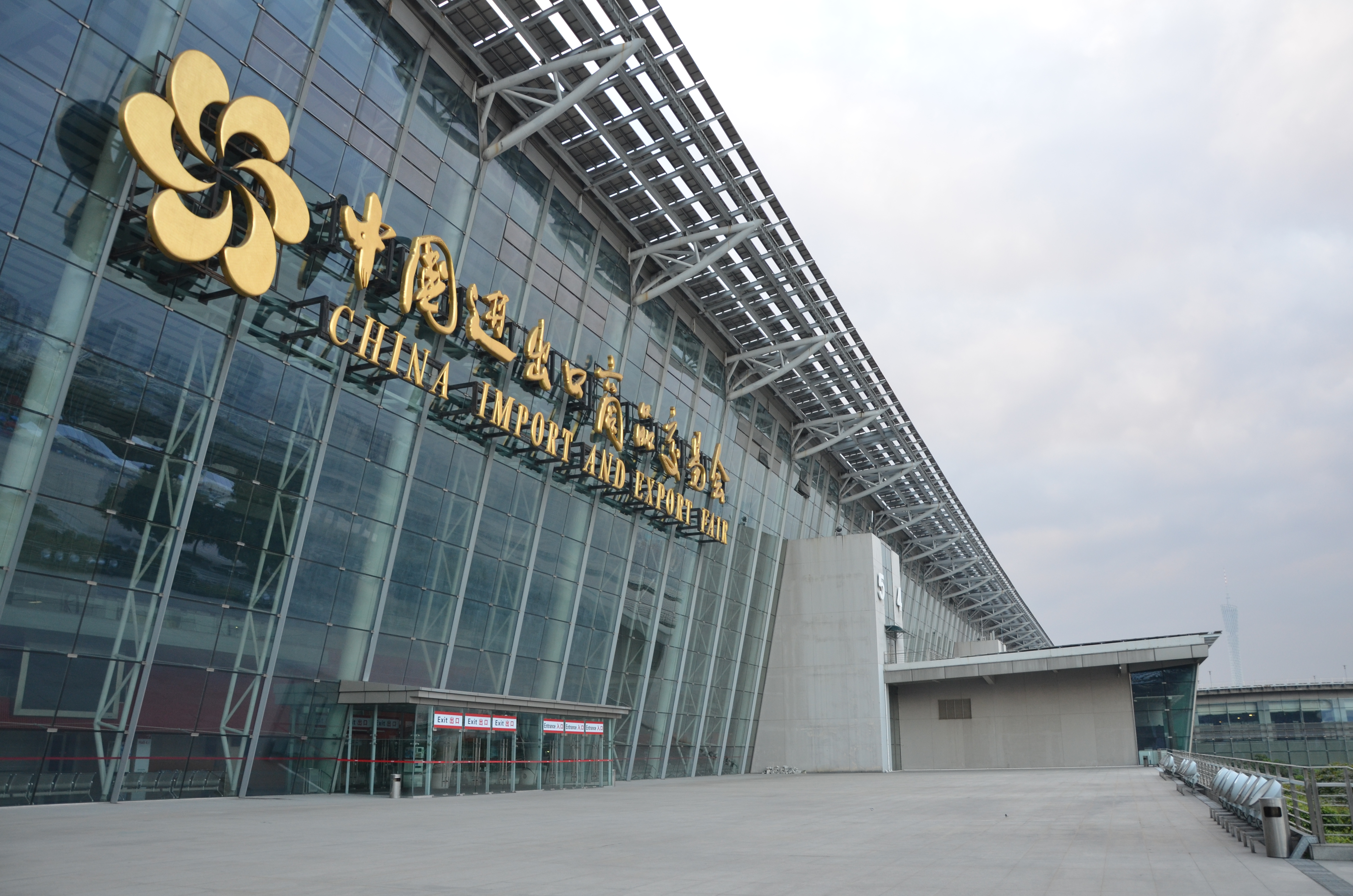
Le Complexe de la Foire de Canton à Pazhou.

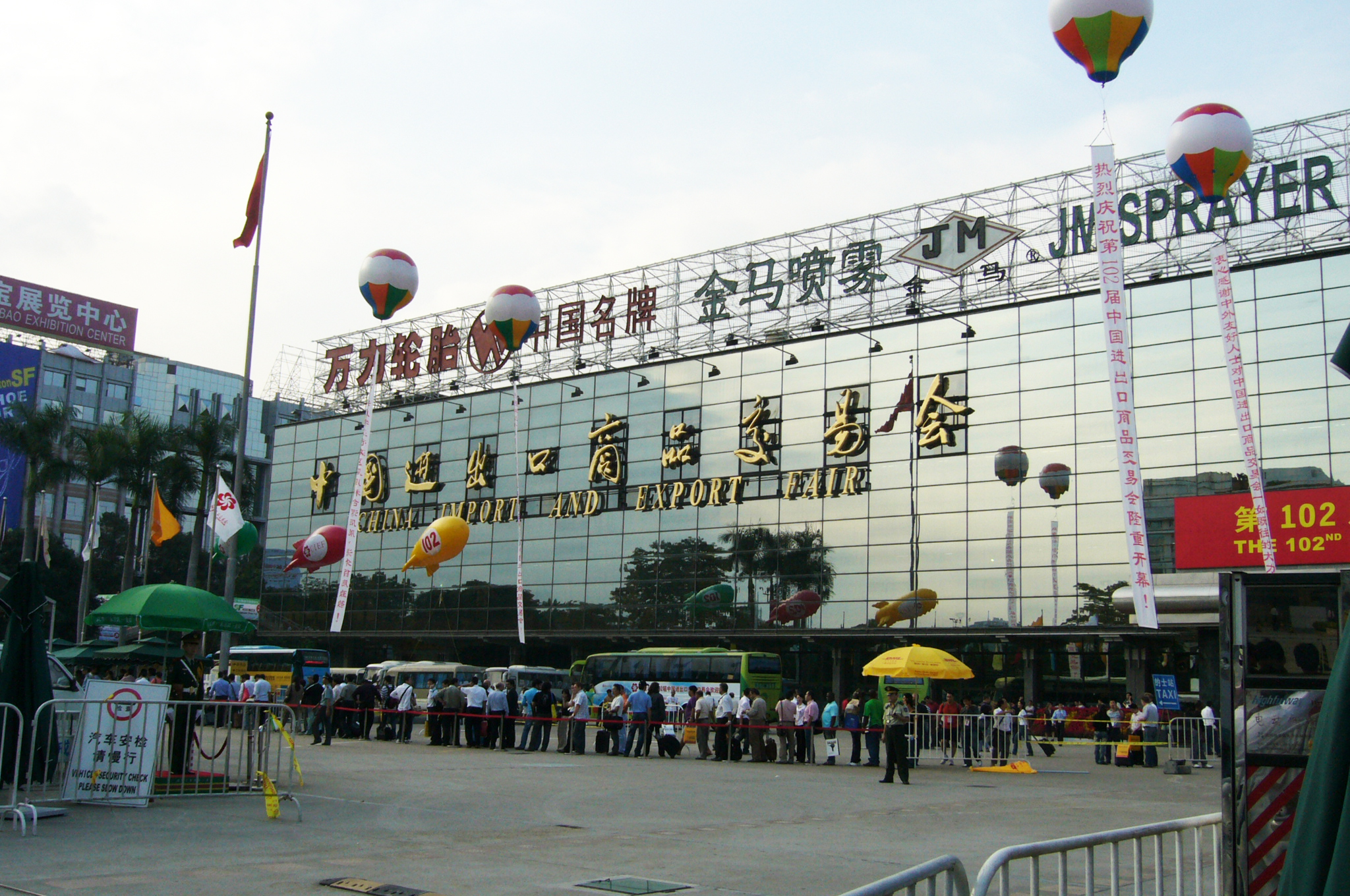
Le vieux complexe à Rue Fleuve-de-Fleurs fut l'accueil de la Foire de Canton de 1974 à 2007.

La foire de Canton (en chinois : 广交会) est une grande manifestation commerciale organisée à Canton, en Chine. De nombreux produits, durables, de grande consommation ou d'équipement y sont vendus à des professionnels. Créé en 1957, le salon se tient deux fois par an en avril et en octobre.
Son nom en anglais est the Chinese Export Commodities Fair (中国出口商品交易会; littéralement « Foire chinoise de l'Exportation des Marchandises ») et il a été décidé lors de la 100e édition du salon en octobre 2006, de l'appeler the Chinese Import and Export Commodities Fair (中国進出口商品交易会; littéralement « Foire chinoise de l'Importation et de l'Exportation des Marchandises ») à partir de 2007.
En raison de la variété des produits exposés et de l'affluence des visiteurs, le salon est divisé en trois sessions :
- phase 1, consacrée aux produits et machineries industrielles, à l'électroménager et produits électroniques, aux véhicules, au BTP.
- phase 2, consacrée aux cadeaux, objets décos. et accessoires de la maison.
- phase 3, consacrée au textile, équipements sportifs et accessoires de mode.

Le site de Pazhou s'est agrandi et permet dorénavant de concentrer les visites sur un seul lieu.

## Quelques chiffres
- Date de création : avril 1957
- Fréquence : 3 phases par session, deux fois par an
- Session du printemps : Phase 1 : 15 avril - 19 avril ; Phase 2 : 24 avril - 28 avril ;  Phase 3 : 3 mai - 7 mai.
- Session d'automne : Phase 1 : 15 octobre - 19 octobre ; Phase 2 : 23 octobre - 27 octobre ; Phase 3 : 31 octobre - 4 novembre.
- Durée : 5 jours par phase
- Adresse du complexe de Pazhou : Xingang Dong Road, Haizhu, Guangzhou, China.
- Espace occupé : 1 100 000 m2
- Nombre de stands : 56 000
- Chiffre d'affaires traité :  plus de 260 millions de dollars
- Nombre de visiteurs : plus de 165 000
- Nombre d'exposants : plus de 22 000